# Золотистый цезий
Золотистый цезий, или золотой цезио (лат.  Pterocaesio chrysozona), — вид морских пелагических лучепёрых рыб из семейства цезионовых (Caesionidae). Широко распространены в Индо-Тихоокеанской области. Максимальная длина тела 21 см.

## Описание
Тело удлинённое, веретенообразное, несколько сжато с боков. Два постмаксиллярных выступа. Рот маленький, конечный, выдвижной. Мелкие конические зубы на обеих челюстях, сошнике и нёбе. В спинном плавнике 10 (редко 11) колючих и 15 (редко 14 или 16) мягких лучей. В анальном плавнике 3 колючих и 12 (редко 11 или 13) мягких лучей. Спинной и анальный плавники покрыты чешуёй. Мягкая часть спинного плавника покрыта чешуёй на половину её наибольшей высоты. В грудных плавниках 17—20 мягких луча (чаще 19). Хвостовой плавник раздвоен. В боковой линии 64—69 чешуй.
Верхняя часть тела от светло-голубого до коричневатого цвета, нижняя часть тела от белого до розоватого цвета. Непосредственно под боковой линией на протяжении большей её части проходит яркая жёлтая полоса, которая тянется от окончания глаза до основания хвостового плавника. В передней части ширина полосы составляет от 2 до 3 рядов чешуек, и сужается до одного ряда чешуи на хвостовом стебле, где полоса проходит выше боковой линии. Менее заметная жёлтая полоса проходит вдоль средней линии спины. Плавники от белого до розоватого цвета; пазуха грудных плавников чёрная; спинной плавник более тёмный в дистальной части. Кончики лопастей хвостового плавника чёрные.

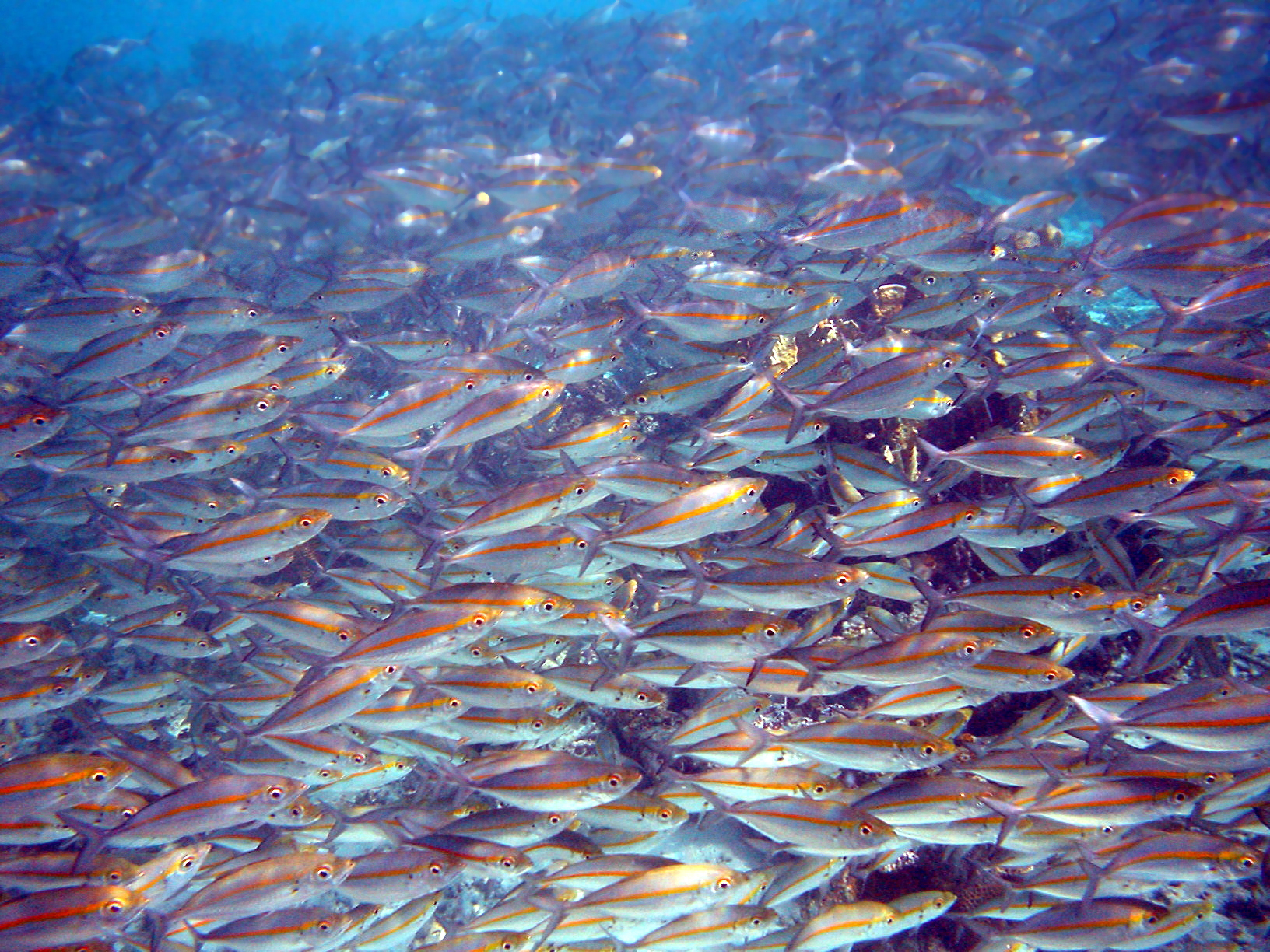
Стая золотых цезио у берегов Папуа — Новая Гвинея

Максимальная длина тела 21 см.

## Биология
Морские пелагические рыбы. Обитают у коралловых рифов на глубине от 2-х до 25 м; образуют большие скопления, часто совместно с другими видами цезионовых. Питаются зоопланктоном в толще воды.

## Распространение
Широко распространены в тропических и субтропических водах Индо-Тихоокеанской области от восточного побережья Африки и Красного моря до Соломоновых островов; на север до островов Яэяма и на юг до Австралии.